# Harzquerung
Die Harzquerung ist eine Lauf- und Wanderveranstaltung, die seit 1980 vom Skiklub Wernigerode 1911 e.V. organisiert wird und am letzten Samstag im April stattfindet. Die Hauptstrecke ist ein Ultramarathon, bei dem auf einer Strecke von 51 km der Harz zwischen Wernigerode und Nordhausen in Nord-Süd-Richtung durchquert wird. Außerdem gibt es eine 25-km-Strecke von Wernigerode nach Benneckenstein und eine 28-km-Strecke von Benneckenstein nach Nordhausen.

## Geschichte
Vom Start am Stadtrand von Wernigerode geht es zunächst hinauf auf den Hilmersberg (507 m) und dann zur Talsperre Zillierbach. Nach 11,5 km wird an der Neuen Hütte die erste Verpflegungsstation erreicht. Auf der Lange gabelt sich bei km 20 der Weg. Während die 25-km-Läufer rechts nach Benneckenstein abbiegen, laufen die Ultramarathonis weiter in Richtung Süden. Kurz hinter Trautenstein stoßen die in Benneckenstein gestarteten 28-km-Läufer zu ihnen. Über Sophienhof geht es nach Netzkater. Nun folgt der zweite große Anstieg auf den Poppenberg (600,6 m), dessen Gipfel bei km 39 erreicht wird. Über Neustadt/Harz und Rüdigsdorf geht es dann zum Ziel im Albert-Kuntz-Sportpark von Nordhausen.
Die Strecke ist wegen des naturnahen Verlaufs auf kleinen Wegen und der mehr als 1200 zu bewältigenden Höhenmeter ziemlich anspruchsvoll.
Initiator des Laufs war der 1993 verstorbene Herbert Pohl aus Wernigerode. In der DDR war die Durchführung des Laufes zeitweise auf Anordnung der Behörden untersagt. Im Jahr 2004 fand zusammen mit der 25. Harzquerung gleichzeitig die 4. Deutsche Meisterschaft im Landschaftslauf der Deutschen Ultramarathon-Vereinigung (DUV) statt.
Aufgrund der Coronapandemie fand die Laufveranstaltung im Jahr 2020 nicht statt; im Jahr 2021 wurde die Harzquerung virtuell durchgeführt.

## Statistik

### Streckenrekorde
- Männer: 3:23:47, Karsten Sörensen, 1996
- Frauen: 4:00:04, Heidrun Peckert, 2005

### Finisher 2007
- 51 km: 334 (272 Männer und 62 Frauen)
- 25 km: 75 (57 Männer und 18 Frauen)
- 28 km: 68 (51 Männer und 17 Frauen)

### Siegerliste
| Jahr | Männer                            | Zeit    | Frauen            | Zeit    |
| ---- | --------------------------------- | ------- | ----------------- | ------- |
| 2023 | Jon-Paul Hendriksen               | 4:14:47 | Mandy Giesecke    | 5:01:10 |
| 2022 | Sebastian Jägerfeld               | 3:53:49 | Nicole Keßler     | 4:53:55 |
| 2019 | Frank Merrbach, Alexander Dautel  | 3:43:33 | Luzia Buehler     | 4:30:35 |
| 2018 | Frank Merrbach                    | 3:39:14 | Marita Wahl       | 4:32:52 |
| 2017 | Enrico Wiessner                   | 3:40:00 | Barbara Drews     | 4:37:34 |
| 2016 | Stephan Aris                      | 4:12:55 | Annette Müller    | 4:43:44 |
| 2015 | Martin Tschugg                    | 4:01:29 | Nadja Koch        | 4:41:11 |
| 2014 | Marcus Biehl                      | 3:35:07 | Barbara Drews     | 4:27:19 |
| 2013 | Andre Krohn, Andreas Schneidewind | 4:00:18 | Claudia Herrmann  | 4:47:40 |
| 2012 | Stephan Aris                      | 3:56:27 | Tina Schulz       | 4:45:15 |
| 2011 | Hans-Peter Müller                 | 3:46:34 | Nicole Kresse     | 4:19:48 |
| 2010 | Frank Dietrich                    | 3:38:34 | Cornelia Heinze   | 4:34:38 |
| 2009 | Michael Linqua                    | 3:40:27 | Anne Gerlach      | 4:45:57 |
| 2008 | Frank Dietrich                    | 3:36:43 | Carmen Hildebrand | 4:33:46 |
| 2007 | Andreas Schneidewind              | 3:37:09 | Nicole Kresse     | 4:30:52 |
| 2006 | Thomas Drößler                    | 3:38:36 | Cornelia Heinze   | 4:27:17 |
| 2005 | Thomas Drößler                    | 3:37:30 | Heidrun Pecker    | 4:00:04 |
| 2004 | Rainer Koch                       | 3:28:55 | Nicole Kresse     | 4:03:33 |
| 2003 | Thomas Drößler                    | 3:27:34 | Heidrun Pecker    | 4:06:35 |
| 2002 | Ulrich Grallath                   | 3:31:36 | Nele Wild-Wall    | 4:07:40 |